# Талинка
Это статья о посёлке. О соответствующем муниципальном образовании см. Городское поселение Талинка
Талинка — посёлок городского типа в Октябрьском районе Ханты-Мансийского автономного округа России, единственный населённый пункт Городского поселения Талинка.

## География
Расстояние до административного центра 104 км. Талинка связана с городами Нягань, Ханты-Мансийск автодорогой, по которой осуществляется ежедневное автобусное сообщение.

## История
Основан в 1988 г.
14 октября 1991 года получил статус посёлка городского типа, административно подчинялся городу Нягань. С 1 января 2006 года посёлок вышел из административного подчинения города Нягань и получил статус самостоятельного муниципального образования городское поселение Талинка.
Ранее посёлок имел название Талинский (недоступная ссылка — история)..

## Демографическая ситуация
| 2002  | 2009  | 2010  | 2012  | 2013  | 2014  | 2015  |
| ----- | ----- | ----- | ----- | ----- | ----- | ----- |
| 4844  | ↗5798 | ↘4121 | ↘4015 | ↘3964 | ↘3830 | ↘3734 |
| 2016  | 2017  | 2018  | 2019  | 2020  | 2021  |       |
| ↘3677 | ↘3559 | ↘3517 | ↘3481 | ↗3491 | ↘3333 |       |

## Жилищная сфера
На 1 января 2010 года в пгт Талинка общая площадь жилищного фонда составила 97,55 тыс. м² (254 дома). Жилищный фонд представлен индивидуальными, двухквартирными и многоквартирными домами: 17 % / 2 % / 58 % от общей площади соответственно. Этажность жилых домов — от 1 до 5. 21 % общей площади приходится на общежития и 2 % на инвентарное жильё. Общежития представлены в сборно-щитовом исполнении. Жилая застройка представлена в основном многоквартирными домами, общей площадью 56,3 тыс.кв.м. (43 дома). Дома характеризуются значительным процентом морального и физического износа. Материал стен домов — дерево: сборно-щитовые, ж/б блоки, ж/б панели.

## Экономика
На территории поселения из числа крупных и средних организаций свою деятельность осуществляют:
- ЗАО «Няганьнефтемаш» — сервисное обслуживание нефтяного оборудования, скважин, объектов ТНК
- ООО «Пермнефтеотдача» — капитальный ремонт нефтяных скважин и скважин по поддержке пластового давления
- ООО «СТК» — три здания РММ, обеспечение техникой, автомобильным транспортом
- ООО «Геострой»- обустройство кустов нефтяных скважин, ремонт и монтаж нефтяного трубопровода
- ООО «Тюменская геофизическая компания» — геофизические исследования пластов нефтяных скважин по поддержанию пластового давления и во вновь пробурённых скважинах
- ООО «Югра-АЛНАС-сервис» — замена эл.погружных насосов нефтяных скважин
- ПАО «ФЕДЕРАЛЬНАЯ СЕТЕВАЯ КОМПАНИЯ ЕЭС» — произв. участок Западно-Сибирского ПТОиР Филиала ОАО «ФСК ЕЭС» ТОиР Урала и Западной Сибири, крупнейшая подстанция 500 кВ Ильково (бывшая Ильковская)
- МПО «Талинка» — основное предприятие по оказанию коммунальных услуг населению посёлка, ремонт сетей тепло-водо снабжения, занимаются объектами благоустройства

Предприятия занимаются в основном нефтедобычей, производством и распределением электроэнергии, газа и воды; строительством; предоставлением коммунальных и транспортных услуг, услуг связи.
В г.п. Талинка вырабатывается почти третья часть теплоэнергии района.

### Малое и среднее предпринимательство
На территории МО г.п. Талинка осуществляют деятельность около 20 предприятий малого и среднего предпринимательства в сфере промышленного производства, строительства и торговли, а также 185 предпринимателей без образования юридического лица. Наибольшее количество индивидуальных предпринимателей занято оказанием услуг розничной торговли, транспортных услуг (большая часть — на предприятиях), платных услуг населению. На сегодняшний день остаётся невостребованным среди предпринимателей оказание услуг по ремонту бытовой техники, прачечной и химчистки, в которых нуждается население.
На территории поселения зарегистрировано 4 крестьянско-фермерских хозяйства, которые заняты производством свинины и растениеводства
На 1 января 2010 года на территории поселения работают 20 предприятий торговли, в том числе — 4 торговых центра (общая торговая площадь — 1895,2 м²), среди которых 11 — продовольственных, 5 — непродовольственных, 4 — смешанных. Товарооборот на 1 января 2009 года составил 294,1 млн руб., из них: непродовольственных товаров около 88 млн руб., продовольственных — 206 млн руб.
Общедоступная сеть общественного питания представлена 4 предприятиями, общим количеством посадочных мест — 200.

## Социальная сфера
В посёлке Талинка с 1993 года работает врачебная амбулатория, обслуживающая кроме жителей Талинки соседние сёла Каменное и Пальяново. Она располагается в приспособленных для медицинских целей восьми деревянно-щитовых строениях, которые раньше предназначались для жилья. Площадь обслуживания составляет около 6000 кв.м., численность обслуживаемого населения около 8,5 тыс. чел. На территории посёлка действуют два детских сада, а также две школы: средняя, в которой обучаются 690 учеников в две смены, и начальная, где учатся 222 ребёнка в две смены.